# Cleto González Víquez
Cleto de Jesús González Víquez (Barva, 13 de octubre de 1858 - San José, 23 de septiembre de 1937) fue un político, abogado e historiador costarricense, 18.° y 26.° Presidente de la República de Costa Rica de 1906 a 1910 y de 1928 a 1932. Sus padres fueron Cleto González Pérez y Aurora Víquez Murillo. Contrajo matrimonio en San José el 12 de mayo de 1889 con Adela Herrán Bonilla (1861-1932). Fue declarado Benemérito de la Patria el 6 de octubre de 1944 por el Congreso de la Nación.

## Administración González Víquez
Se hizo una gran red de escuelas y cañerías durante su gestión. La deuda pública aumentó, sin embargo a finales de la primera década del siglo XX Costa Rica contaba con un ferrocarril interoceánico, alumbrado eléctrico en muchos pueblos y caminos vecinales.

## Principales logros de sus administraciones
- Se dictó la primera Ley de Ferrocarriles.
- Se amplió el Sistema de Cañerías de San José.
- Construyó el antiguo edificio de la Biblioteca Nacional.
- Reforzó los servicios municipales.
- Se creó la cartera de Trabajo en 1928 y Previsión Social y se impulsó la redacción de un Código de Trabajo.
- Se crearon las carteras de Agricultura y Ganadería y el Servicio Nacional de Electricidad en 1928.
- Inauguró el muelle de Puntarenas en 1928.
- Se creó la Procuraduría General de la República.
- Se fundó el Patronato Nacional de la Infancia.
- Se fundó la Primera Empresa Nacional de Transportes Aéreos en 1932.
- Pavimentó las calles de San José.

## Otros cargos públicos
- Alcalde de San José.
- Secretario de las Legaciones de Costa Rica en los Estados Unidos (1885) y en Guatemala (1886).
- Subsecretario de Relaciones Exteriores y carteras anexas (1886).
- Secretario de Gobernación y carteras anexas (1887-1888).
- Agente Confidencial de Costa Rica en Nicaragua (1889).
- Secretario de Relaciones Exteriores y carteras anexas (1889).
- Diputado por San José (1892 y 1916-1917) y Vicepresidente del Congreso Constitucional (1892).
- Segundo Designado a la Presidencia (1902-1906).
- Secretario de Hacienda y Comercio (1902-1903).
- Presidente Municipal de San José de (1904-1905 y 1922-1923).
- Miembro de la comisión redactora del proyecto de Constitución de 1917.
- Conjuez de la Corte Suprema de Justicia (1917-1920).
- Delegado de Costa Rica y Presidente de la Conferencia Centroamericana de San José (1920).
- Presidente del Colegio de Abogados.
- Presidente de la Junta de Caridad de San José.
- Presidente de la Academia Costarricense de la Lengua.

## Obras
- San José y sus comienzos. Publicado en la Revista de Costa Rica, año 1920, vol. 2, núm. 2 (octubre), pp. 33-41 y núm. 3 (noviembre), pp. 33-65. Reproducido en: González Víquez, Cleto; Núñez, Francisco María; Tinoco, Luis Demetrio (1987). San José y sus comienzos: Documentos fundamentales: 1737-1987. San José (Costa Rica): Ministerio de Cultura, Juventud y Deportes, Comisión Nacional de Conmemoraciones. (Consultado el 15 de marzo de 2015).